# Dušan Uhlíř
Dušan Uhlíř (* 28. července 1938 Brno) je český historik, zabývající se především dějinami 18.–20. století a také dějinami napoleonských válek.

## Život
V roce 1961 absolvoval studium historie a českého jazyka na filozofické fakultě Masarykovy univerzity. Po studiu od roku 1963 působil v Historickém ústavu ČSAV v Praze. V roce 1967 získal titul PhDr. a v roce 1968 CSc. V roce 1973 nastoupil do Krajského kulturního střediska v Brně, kde pracoval až do roku 1978. Poté rok pracoval v Městském kulturním středisku S. K. Neumana v Brně. V letech 1979–1984 byl ředitelem muzea ve Slavkově u Brna. Poté se stal ředitelem Muzea města Brna, kde působil až do roku 1993. Od roku 1993 dodnes působí na Filozoficko-přírodovědecké fakultě Slezské univerzity v Opavě. V roce 1993 se habilitoval v oboru obecných dějin novověku a v roce 1998 byl jmenován profesorem. 1990-2014 externí výuka na katedře historie Filozofické fakulty Masarykovy univerzity v Brně. 2013 emeritní profesor.

## Ocenění
- 1984 Výroční cena nakladatelství Mladá fronta za knihu Slunce nad Slavkovem.
- 1996 Cena Egona Erwina Kische za knihu Bitva tří císařů : Slavkov - Austerlitz 1805.
- 1999 Cena Egona Erwina Kische za knihu Černý den na Bílé hoře : 8. listopad 1620.
- 2003 Cena Miroslava Ivanova za celoživotní dílo.
- 2009 Národní cena Vojtecha Zamarovského, Slovensko, za dosavadní tvorbu.
- 2015 Cena Jihomoravského kraje za rozvoj vědy.
- 2025 Cena města Brna za společenské vědy[1]

## Publikace
- Anály ze Spálené ulice. Praha : Mladá fronta, 1979. 202 s.
- Slunce nad Slavkovem. Praha : Mladá fronta, 1984. 422 s. 2. vyd. Třebíč : Akcent, 2000. 468 s. ISBN 80-7268-092-7. 3.vyd. Třebíč : Akcent, 2010. 472 s.
- Republikánská strana venkovského a malorolnického lidu 1918-1938 : Charakteristika agrárního hnutí v Československu a jeho organ. struktura. Praha : Ústav československých a světových dějin ČSAV, 1988. 267 s.
- Brněnský pitaval. Brno : Rovnost, 1992. 254 s. ISBN 80-901354-2-0.
- Bitva tří císařů : Slavkov - Austerlitz 1805. Brno : AVE, 1995. 135 s. ISBN 80-900941-7-1. 2. vyd. Brno : AVE, 2005. 159 s. ISBN 80-86831-01-9.
- Černý den na Bílé hoře : 8. listopad 1620. Brno : AVE, 1998. 169 s. ISBN 80-902242-6-1.
- Joseph Freiherr von Hormayr zu Hortenburg. Politisch-historische Schriften, Briefe und Akten (spolu s Helmutem Reinalterem). Frankfurt am Main -Berlin -Bern -Bruxelles -New York -Oxford -Wien - Peter Lang, 2003. 418 s. ISSN 0937-4353 ISBN 3-631-39144-7.
- Slezský šlechtic Felix Lichnovský : poslední láska kněžny Zaháňské. Praha ; Litomyšl : Paseka, 2009. 156 s. ISBN 978-80-7432-014-9.
- Moravský pitaval. Velké Bílovice : TeMi CZ, 2011. 312 s. ISBN 978-80-87156-63-6.
- Slezsko v dějinách českého státu, II. (spoluautor) Praha : Lidové noviny, 2012. 595 s. ISBN 978-80-7422-169-9.
- Drama Bílé hory. Česká válka 1618-1620. Brno : C Press, 2015. 164 s. ISBN 978-80-264-0151-3.
- Bitva na Bílé hoře 8. 11. 1620. České Budějovice : Veduta, 2018. 112 s. ISBN 978-80-88030-29-4.